# Niewolnicy życia. Za grzechy ojców
Niewolnicy życia. Za grzechy ojców – polski niemy film fabularny (dramat) z 1928 roku. Akcja toczy się na Górnym Śląsku w scenerii przemysłowej.

## Obsada
- Greta Graal-Podwalska - Janina Krzemińska
- Marian Jednowski - dyrektor huty Jerzy Krzemiński
- Jerzy Marr - Władek
- Lidia Teofilowa - Stacha